# 汉娜·施托克鲍尔
汉娜·施托克鲍尔（德語：Hannah Stockbauer，1982年1月7日—），德国女子游泳运动员。她曾代表德国参加2000年和2004年夏季奥林匹克运动会游泳比赛，其中2004年奥运会获得一枚铜牌。